# Oliver Fix
Oliver Fix (ur. 21 czerwca 1973 w Augsburgu) – niemiecki kajakarz górski, złoty medalista olimpijski z Atlanty.
Igrzyska w 1996 były jego jedyną olimpiadą. Triumfował w kajakowym slalomie. W 1995 zdobył dwa medale mistrzostw świata, oba złote - w rywalizacji indywidualnej i drużynowej. Jego żona, Kostarykanka Gilda Montenegro, także była olimpijką.